# Beaumont-en-Argonne
 Beaumont-en-Argonne  es una población y comuna francesa, en la región de Champaña-Ardenas, departamento de Ardenas, en el distrito de Sedan y cantón de Mouzon.

## Demografía
| 609 | 568 | 548 | 526 | 490 | 433 |
| Para los censos de 1962 a 1999 la población legal corresponde a la población sin duplicidades (Fuente: INSEE [Consultar]) |     |     |     |     |     |